# 3125 Hay
A 3125 Hay (ideiglenes jelöléssel 1982 BJ1) a Naprendszer kisbolygóövében található aszteroida. Edward L. G. Bowell fedezte fel 1982. január 24-én.